# Col·legi Jesús Salvador
Col·legi Jesús Salvador a Sabadell neix el 1902. És un dels col·legis de referència a Catalunya, prova d'això és el premi Conviure a Catalunya atorgat pel parlament Català el 2012.
Maria Girbau Buixet, vídua sense fills, deixa en herència a Teresa Toda i Juncosa, Fundadora de les Carmelites Tereses de Sant Josep diverses propietats a la ciutat de Sabadell perquè la Mare Teresa de Sant Josep les utilitzi per continuar la seva tasca social: acollir i educar nenes orfes i de pocs recursos. La cessió es va signar el 12 de desembre 1900 amb el ferm compromís per part de la Mare Teresa de Sant Josep d'obrir un centre abans de dos anys.